# Pteropus loochoensis
Pteropus loochoensis (Pteropus окінавський) — вид рукокрилих, родини Криланових.

## Поширення, поведінка
Цей вид відомий тільки з трьох записів з острова Окінава, Японія в 19 столітті.